# Робинзон Крузо (книга)
 Тази статия е за книгата.  За други значения вижте Робинзон Крузо.  
„Робинзон Крузо“ (на английски: Robinson Crusoe, произнася се „Робинсън Крýзо“) е приключенски роман на английския писател Даниел Дефо. За първи път е публикуван на 25 април 1719 г.
Краткото име на книгата е „Робинзон Крузо“, докато пълното оригинално заглавие е „Животът и необикновените приключения на моряка Робинзон Крузо, родом от Йорк, прекарал 28 години на безлюден остров край бреговете на Америка, близо до устието на великата река Ориноко, след като претърпява корабокрушение, в което загива целият екипаж и единствено той остава жив, заедно с разказ за по-нататъшното му необикновено избавление от пирати, описани от него самия“.

## Сюжет
Книгата е измислена автобиография на главния герой – корабокрушенец, който прекарва 28 години на отдалечен тропически остров, сблъсква се с туземци, роби и бунтовници, преди да бъде спасен. Негов пръв помощник става туземецът Петкан, открит и възпитан от самия Робинзон. Историята започва с редица преключения на избягалият от къщи Крузо, който в крайна сметка попада в Бразилия и става собственик на плантация. Тръгва с кораб на роботърговци, но след корабокрушение, при което загиват всички с изключение на него попада на необитаем остров. Той спасява каквото може от кораба, включително инструменти, семена и много други предмети от цивилизацията и си устройва живота на острова. Построява си укрепление, където е в безопасност, започва да отглежда ечемик, обзавежда се със собствено стадо кози, успява да си ушие сам дрехи, води собствен календар и оцелява благодарение на това че не  изпада в отчаяние и винаги намира решения на проблемите си. За да бъде тази книга толкова популярна и до днес основната причина е в способността на гроя да оцелява и при най-тежките условия.
Счита се, че прототип на Робинзон е шотландският моряк Александър Селкирк на английски: Alexander Selkirk, Selcraig, прекарал няколко години на необитаемия остров Мас а Тиера (на испански: Más a Tierra, преименуван на Робинзон Крузо през 1966 г.), който влиза в състава на островите Хуан Фернандес в Тихия океан, на 640 км от крайбрежието на Чили.
Описанието на острова на Крузо вероятно е основано на карибския остров Тобаго, който лежи северно от брега на Венецуела близо до устието на р. Ориноко.

## Прием
Книгата е много добре приета още при нейното първо издание. Претърпява много издания, не само в Англия, но и в целия свят.
Превеждана е на редица езици. Има и много преработени, съкратени и адаптирани за деца версии.
Сред българските преводачи на книгата са Петко Рачов Славейков, Стоян Дринов, Иван Богоров и др. Известен е преводът на Георги Жечев, издание от 1983 г. 

## Продължения
Вторият роман на Дефо „По-нататъшните приключения на Робинзон Крузо“ (The Farther Adventures of Robinson Crusoe) е по-малко известен. В него престарелият Робинзон, посетил своя остров и загубил Петкан, доплува по търговски дела до бреговете на Югоизточна Азия и се връща в Европа през цяла Русия – в течение на 8 месеца преживява зимата в Тоболск, след което се добира до Архангелск и отплава за Англия.
Има и трета книга на Дефо за Робинзон, озаглавена „Сериозни размишления на Робинзон Крузо“ (Serious Reflections of Robinson Crusoe), която представлява сборник от есета на нравствени теми. Името на Робинзон е употребено от автора, за да предизвика интереса на публиката към това произведение.

## Адаптации
Жак Офенбах пише едноименната оперета „Робинзон Крузо“, която е поставена за първи път през 1867 г.
По книгата са правени и филмови екранизации:
- „Робинзон Крузо“ през 1954 година и
- „Робинзон Крузо“ през 1997 година

През 1967 година френският писател Мишел Турние изцяло преинтерпретира книгата в романа си „Петкан или чистилището на Пасифика“.